# The Pursuit of Happyness
The Pursuit of Happyness (bra: À Procura da Felicidade; prt: Em Busca da Felicidade) é um filme estadunidense de 2006 do gênero drama biográfico, dirigido por Gabriele Muccino, com roteiro de Steve Conrad, baseado no livro de memórias The Pursuit of Happyness, de Chris Gardner e Quincy Troupe, que retrata a luta de quase um ano de Gardner na época em que era um morador de rua antes de virar um empresário.
O filme é estrelado por Will Smith como Gardner e seu filho Jaden Smith (em sua estreia no cinema) como Christopher Jr, o filho de Gardner. Embora inspirado em fatos reais, o filme tem eventos fictícios adicionais à história. A grafia errada do título, "happyness" (o correto seria happiness), vem do desenho feito no mural da creche frequentada pelo filho de Gardner.
Lançado pela Sony Pictures em 15 de dezembro de 2006 nos Estados Unidos, o filme recebeu críticas moderadamente positivas, com a atuação de Smith e o peso emocional da história conquistando aclamação universal. Pela sua atuação no filme, Smith recebeu indicações ao Oscar e ao Globo de Ouro de melhor ator.

## Sinopse
O pai de família Chris Gardner enfrenta problemas financeiros e sua mulher, Linda, decide partir, deixando com ele o filho Christopher, de cinco anos. Em busca de emprego, Gardner consegue vaga de estagiário não remunerado numa corretora de valores, esperando ser contratado ao fim do prazo, mas vem uma ordem de despejo e os dois vão morar na rua.

## Elenco
- Will Smith como Chris Gardner[7]
- Jaden Smith como Christopher Gardner Jr.[7]
- Thandiwe Newton como Linda Gardner[7]
- Brian Howe como Jay Twistle[7]
- Dan Castellaneta como Alan Frakesh[7]
- James Karen como Martin Frohm[7]
- Kurt Fuller como Walter Ribbon[7]
- Takayo Fischer como Sra. Chu[7]

## Produção

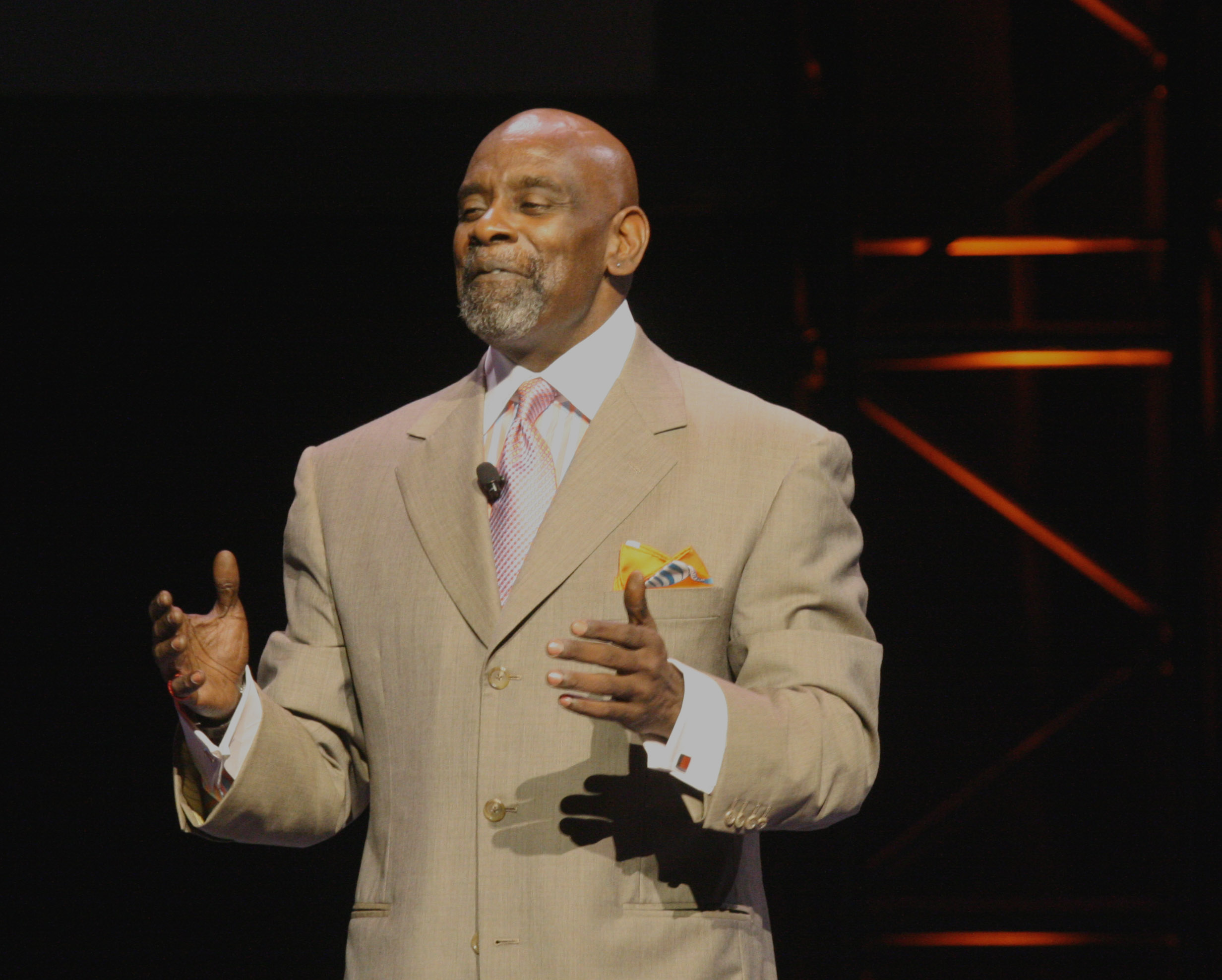
O filme é baseado na história da luta de Chris Gardner, que chegou a ser um sem-teto antes de virar empresário.

### Desenvolvimento
O empresário Chris Gardner percebeu que sua história tinha um alto potencial para se tornar um filme de Hollywood após participar de uma entrevista no programa 20/20 da emissora de televisão americana ABC em janeiro de 2002. Ele publicou sua autobiografia em 23 de maio de 2006 e depois se tornou um produtor associado do filme.
O longa tomou algumas liberdades de roteiro com a verdadeira história de vida de Gardner; certos detalhes e eventos que ocorreram ao longo de vários anos foram compactados em um tempo relativamente curto e, apesar de Jaden tendo oito anos na época da produção, Chris foi normalmente retratado como sendo um garoto de cinco anos. Chris Gardner faz uma breve aparição no fim do filme, apesar de não creditado.[carece de fontes?]

### Escolha do elenco
Chris Gardner inicialmente pensou que Smith era uma má escolha, mesmo ele sendo um ator bastante conhecido por suas atuações em filmes de grande sucesso. No entanto, segundo ele, sua filha Jacintha teria dito: "Se Smith consegue interpretar Muhammad Ali, ele pode interpretar você!", referindo-se ao papel de Smith na cinebiografia Ali, de 2001.

### Trilha sonora
A gravadora Varèse Sarabande lançou um álbum com a trilha sonora do filme composta por Andrea Guerra em 9 de janeiro de 2007.[carece de fontes?]
| N.º            | Título                    | Duração |  |
| 1.             | "Opening"                 | 3:09    |  |
| 2.             | "Being Stupid"            | 1:39    |  |
| 3.             | "Running"                 | 1:30    |  |
| 4.             | "Trouble at Home"         | 1:30    |  |
| 5.             | "Rubiks Cube Taxi"        | 1:53    |  |
| 6.             | "Park Chase"              | 2:29    |  |
| 7.             | "Linda Leaves"            | 4:02    |  |
| 8.             | "Night at Police Station" | 1:36    |  |
| 9.             | "Possibly"                | 1:45    |  |
| 10.            | "Where's My Shoe"         | 4:20    |  |
| 11.            | "To the Game/Touchdown"   | 1:37    |  |
| 12.            | "Locked Out"              | 2:20    |  |
| 13.            | "Dinosaurs"               | 2:40    |  |
| 14.            | "Homeless"                | 1:55    |  |
| 15.            | "Happyness"               | 3:50    |  |
| 16.            | "Welcome Chris"           | 3:45    |  |
| Duração total: | Duração total:            | 40:00   |  |

No filme também aparecem brevemente algumas canções cantadas como "Higher Ground" e "Jesus Children of America", ambas de Stevie Wonder, e "Lord, Don't Move the Mountain" escrita pelas cantoras gospel Mahalia Jackson e Doris Akers e interpretada pelo coral da igreja Glide Memorial Church.[carece de fontes?]

## Lançamento

### Bilheteria
O filme estreou em primeiro lugar nas bilheterias norte-americanas, faturando US$ 27 milhões durante o fim de semana de estreia e superando filmes fortemente promovidos, como Eragon e Charlotte's Web. Foi a sexta abertura consecutiva de um filme de Will Smith em primeiro lugar e um dos blockbusters consecutivos de mais de US$ 100 milhões do ator. O filme arrecadou US$ 163.566.459 nos mercados americano e canadense e US$ 143.561.166 em outros países, perfazendo um total mundial de US$ 307.127.625, se tornando um sucesso comercial.
Na esperança de que a história de Gardner inspirasse os cidadãos oprimidos de Chattanooga, no estado americano do Tennessee, a alcançar independência financeira e assumir maior responsabilidade pelo bem-estar de suas famílias, o prefeito da cidade organizou uma exibição do filme para os sem-teto do local. O próprio Gardner achou que era imperativo compartilhar sua história em prol de suas questões sociais generalizadas: "Quando falo sobre alcoolismo em casa, violência doméstica, abuso infantil, analfabetismo e todas essas questões universais; elas não se limitam apenas aos temas dos selos nos códigos postais", disse ele.

### Recepção crítica
O filme foi recebido de maneira geralmente positiva pelos críticos, com Will Smith recebendo inúmeros elogios por sua atuação. O site de críticas de filmes Rotten Tomatoes calculou uma aprovação geral de 67% com base em 175 críticas, com uma classificação média de 6.39/10; o consenso crítico do site diz: "A atuação sincera de Will Smith eleva The Pursuit of Happyness acima de um mero melodrama". O Metacritic atribuiu ao filme uma pontuação média ponderada de 64/100, com base em 36 críticas, indicando "críticas geralmente favoráveis".
Para o San Francisco Chronicle, Mick LaSalle disse: "A grande surpresa do filme é que ele não é brega. A beleza do filme é sua honestidade. Em seus contornos, não se parece com a história de sucesso usual mostrada na tela, em que, após um intervalo razoável de decepção, chega o sucesso embrulhado em uma fita e um arco. Em vez disso, essa história de sucesso segue o padrão mais comum na vida - ela narra uma série de falhas e derrotas enjoativas, oportunidades perdidas, tudo acompanhado por um acréscimo concomitante de vitórias quase imperceptíveis que gradualmente equivalem a algo. Em outras palavras, tudo parece real".
Peter Travers, da revista Rolling Stone, premiou o filme com três das quatro possíveis estrelas e comentou: "Smith está em marcha em direção ao Oscar... O papel [de Smith] apresenta gravidade, inteligência, charme, humor e uma alma que não é sintética".
O site da National Review nomeou o filme como nº 7 em sua lista de "Os melhores filmes conservadores". Linda Chavez, do instituto Center for Equal Opportunity, escreveu: "este filme fornece o antídoto perfeito para Wall Street e outros diatribes de Hollywood que retratam o mundo das finanças cheio de nada além de ganância".

### Mídia doméstica
O filme foi lançado em DVD em 27 de março de 2007 e, em novembro de 2007, as vendas de DVDs da Região 1 dos Estados Unidos representavam uma receita adicional de US$ 89.923.088, um pouco menos da metade do que foi ganho em sua primeira semana de lançamento. Cerca de 5.500.000 cópias foram vendidas, gerando US$ 90.582.602 em receita.

## Prêmios e indicações
| Prêmio/evento      | Categoria              | Recipiente       | Resultado |
| ------------------ | ---------------------- | ---------------- | --------- |
| Oscar 2007         | Melhor ator            | Will Smith       | Indicado  |
| Globo de Ouro 2007 | Melhor ator - drama    | Will Smith       | Indicado  |
| Globo de Ouro 2007 | Melhor canção original | "A Father's Way" | Indicado  |